# Elektriciteitscentrale Provence
De Provence elektriciteitscentrale is een thermische centrale te Gardanne, Frankrijk. De schoorsteen is met 300m de hoogste in Frankrijk. Aanvankelijk maakte de centrale gebruik van steenkool, maar ze werd omgevormd tot biomassacentrale. Ze levert stroom aan bijna 250.000 gezinnen.